# Unia Opole
KS Unia Opole – opolski klub piłki nożnej kobiet założony w sierpniu 2001 roku. Aktualnie Unia Opole bierze udział w rozgrywkach III ligi.

## Historia
KS Unia Opole założono w 1996 roku jako Wojskowy Klub Sportowy, z męską sekcją piłki nożnej, lecz po roku grania w B klasie drużyna została rozwiązana, gdyż niektórzy z zawodników - żołnierzy pomagali przy usuwaniu skutków powodzi, rezygnując z gry w piłkę. W sierpniu 2001 roku trener piłki nożnej Andrzej Mazurek, na prośbę córki, założył żeńską drużynę piłki nożnej (pierwszą w historii Opola).
Po niecałym miesiącu szkolenia, klub trafił do II ligi kobiet, gdzie w pierwszym sezonie dziewczęta często przegrywały, nawet wynikiem 10:0. W kolejnych sezonach Unia spisywała się znacznie lepiej, zawsze plasując się w czołówce tabeli. Sezon 2008/2009 okazał się przełomowy. Dzięki 1. miejscu w swojej grupie II ligi i dobrej grze w barażach zespół wywalczył awans do I ligi kobiet (druga klasa rozgrywkowa). Następne lata nie przyniosły korzystnych rezultatów i po dwóch sezonach opolanki spadły do II Ligi. Od sezonu 2011/2012 zespół występuje w grupie śląskiej, drugiej ligi kobiet.

## Sukcesy
- Mistrz Polski w Futsalu Kobiet: Sezon 2010/2011
- Awans do 1/8 Pucharu Polski: 2007/2008, 2008/2009
- Mistrzostwo II Ligi Kobiet: 2003/2004, 2008/2009
- Awans do I Ligi Kobiet: 2008/2009
- Udział w barażach o I Ligę Kobiet: 2003/2004, 2004/2005, 2008/2009

## Kadra
| Nr           | Kraj      | Piłkarka             |           |           |
| Bramkarki    | Bramkarki | Bramkarki            | Bramkarki | Bramkarki |
| ------------ | --------- | -------------------- | --------- | --------- |
| 1            | Polska    |                      |           |           |
| 13           | Polska    |                      |           |           |
| Obrończynie  |           |                      |           |           |
| 9            | Polska    |                      |           |           |
| 6            | Polska    | Izabela Kochanek     |           |           |
| 21           | Polska    |                      |           |           |
| 19           | Polska    |                      |           |           |
| 15           | Polska    |                      |           |           |
| 15           | Polska    | Anna Sobczyk         |           |           |
| Pomocniczki  |           |                      |           |           |
| 8            | Polska    | Monika Król          |           |           |
| 5            | Polska    | Sonia Szymanek       |           |           |
| 10           | Polska    |                      |           |           |
| 17           | Polska    | Magdalena Lisowska   |           |           |
| ??           | Polska    |                      |           |           |
| 12           | Polska    |                      |           |           |
| 11           | Polska    |                      |           |           |
| ??           | Polska    | Anna Cziba           |           |           |
| ??           | Polska    | Weronika Chorągwicka |           |           |
| Napastniczki |           |                      |           |           |
| 3            | Polska    | Karolina Bielska     |           |           |
| 14           | Polska    | Aneta Bagińska       |           |           |
| 11           | Polska    | Natalia Nartowska    |           |           |
| 16           | Polska    |                      |           |           |
| 2            | Polska    | Joanna Lubiewska     |           |           |
| ??           | Polska    |                      |           |           |

## Lokaty
| Sezon     | Liga    | Uzyskane Miejsce       |
| --------- | ------- | ---------------------- |
| 2001/2002 | II liga | 6 (ostatnie)           |
| 2002/2003 | II liga | brak danych            |
| 2003/2004 | II liga | 1 (awans do baraży)    |
| 2004/2005 | II liga | 2 (awans do baraży)    |
| 2005/2006 | II liga | 3                      |
| 2006/2007 | II liga | 2                      |
| 2007/2008 | II liga | 3                      |
| 2008/2009 | II liga | 1 (awans do I Ligi)    |
| 2009/2010 | I liga  | 10                     |
| 2010/2011 | I liga  | 10 (spadek do II Ligi) |